# Les Ombres du silence
Pour plus de détails, voir Fiche technique et Distribution.
Les Ombres du silence (en arabe Vilal Am Samt ; ظلال الصمت) est un film saoudien du cinéaste Abdullah al-Moheissen sorti en 2006. Il est considéré comme l'un des premiers longs métrages d'Arabie saoudite,,.
Coécrit par le cinéaste et le réalisateur algérien Ahmed Rachedi, le film se présente sous la forme d'un huis clos, au cours duquel un groupe d'intellectuels, de politiciens et de chercheurs tentent de s'échapper d'un centre de recherche en plein désert. 
Il met en scène dans les rôles principaux Abdelmohsen Ennemr, Mouna Wasef, Fethi Haddaoui, Ghassan Massoud, Sid Ahmed Agoumi, Mohamed Raja Farhat, Farah Bsissou, Jamil Awad et Ihsen Sadek.

## Festivals
Le film a été projeté et présenté lors de plusieurs festivals de cinéma à travers le monde, dont :
- le festival de Rome 2006,
- le festival de Cannes 2006,
- le festival de Rotterdam 2006,
- le festival du cinéma arabe de Paris en 2006,
- le festival des trois continents 2006 à Nantes[4],
- le festival de Dubaï 2006.